# GET WILD (プロレス)
GET WILD（ゲット・ワイルド）は、大森隆男と征矢学により結成されたタッグチーム。略称は「GW」、「ゲワイ」。

## 概要

### 結成まで
2011年8月30日、大森隆男に対し征矢学が「本当にワイルドなのは俺!」と宣戦布告し、9月19日の全日本プロレス後楽園ホール大会にてワイルドを賭けた両者の一騎討ち「ワイルド・コントラ・ワイルド」を行った。試合は大森が勝利し征矢は今後ワイルドを名乗ることが出来なくなるものの、大森が征矢の健闘を認め、征矢は真田聖也とのチームesの活動を10月23日のアジアタッグ王座陥落後に休止し、大森に追随しタッグを結成。11月19日から開幕する「世界最強タッグ決定リーグ戦2011」で本格的に始動した。

### 2012 - 2013年
2012年1月、大森が全日本プロレスに再入団。3月4日後楽園大会、TEAM ビチッと!のKENSO&カズ・ハヤシ組との世界タッグ王座次期挑戦者チーム決定戦に勝利し、3月20日の両国国技館大会で同王座を保持しているAAAのダーク・オズ&ダーク・クエルボに挑戦、同王座を奪取した。その後一旦は世界タッグを手放すがすぐに取り返すなど、内田全日本を象徴する（内田社長は不本意だろうが）タッグチームとなった。
8月12日、タッグマッチで中之上靖文&アンディ・ウー組との対戦の予定が、「ワイルド・ストリートファイト・マッチ」と銘打ってコンビ対決をし、なぜか両者ともワイルド芸人スギちゃんの格好で登場。しかし途中でジョー・ドーリングが乱入し、結果は無効試合となった。
2年連続となる「世界最強タッグ決定リーグ戦2012」にも出場し、11月30日後楽園ホール大会、Aブロックを無敗のまま1位で通過。優勝決定戦でBブロック1位の諏訪魔＆ジョー・ドーリング組を破り、初優勝を果たすと同時に、リーグ戦開幕直前に自ら返上した世界タッグ王座を取り戻した。これらの実績が評価され、同年のプロレス大賞・最優秀タッグチーム賞を受賞する。
12月31日の「年越しプロレス」にて高木三四郎（DDT）&アブドーラ小林（大日本プロレス）がパロディとして「GET MILD」を結成するが、本家がサプライズで登場してパロディを制裁した。
また内田全日本体制に移行後に度々行われるようになった会見において、漫才のようなやり取り（征矢の天然発言→大森の真面目な発言→征矢の更なる珍発言→いつの間にか大森も珍発言）をし、意見の相違や主張の食い違いを見せては周囲の失笑と呆れを買っている。また、試合においても誤爆や連携ミスなどを再三にわたり繰り返すのだが、不思議と成果はきちんと残していた。
2013年3月17日、両国国技館大会で秋山準&潮崎豪組に敗れ、世界タッグ王座から陥落。その後、征矢の長期休養が発表され、タッグを休止する。その間、テレビ朝日系列の番組『雨上がり決死隊のトーク番組アメトーーク!』2013年5月23日放送「今、プロレスが熱い芸人」において、東京ダイナマイトのハチミツ二郎が大森に扮し、前述のTEAM ビチッと!との世界タッグ王座次期挑戦者チーム決定戦における珍妙な会見を紹介した。

### 分裂から再結成へ
全日本プロレスの分裂に際し、大森・征矢、共に全日本に残留を発表した ため、ユニットは存続していたが、征矢が2013年12月31日付で全日本プロレスとの契約を終了し退団。さらに2014年8月8日付でWRESTLE-1に入団 したため、GET WILDも事実上の分裂状態となった。
大森は征矢の退団後もGET WILDを継続し、その後秋山準とのタッグチーム「ワイルドバーニング」を結成し世界タッグ王座を獲得。征矢は大日本プロレス参戦の際に河上隆一と「ワイルドネットワーク」を結成したり、ユニット「ニュー・ワイルド・オーダー」を結成し、その一員である葛西純とWRESTLE-1タッグチャンピオンシップを獲得するなど、チームの名前自体は存在し続けていた。その後大森は長らく特定のユニットに属さない形となっていたが、2016年春頃かつてのZERO1-MAX時代の教え子であった田村和宏、宮本裕向、木髙イサミ、風戸大智達と「アックスボンバーズ」を再結成した。
2016年9月18日、欠場中だった征矢が10月9日に行われる復帰戦にて、大森と戦いたい旨を明かす。翌19日の全日本プロレス後楽園ホール大会に征矢が来場し、大森にシングルを要求。大森は即答を避けたが、翌20日に正式に両者の対戦が発表され、GET WILD対決が実現した。復帰戦で大森が勝利した後、大森が征矢へGET WILD復活を提唱。征矢も即答は避けたが、10月18日に大森が征矢をかつて特訓をした横浜市の「ワイルドの森」に呼び出し、返答を迫ると、征矢も受諾。11月27日の全日本プロレス両国大会にて、約3年8ヵ月ぶりに再結成することとなった。
征矢は当初大森に疑心暗鬼となり、合同練習を行うも成果は得られず、再結成後の初戦は敗北。しかし、12月より開幕の「2016 世界最強タッグ決定リーグ戦」にエントリーする と、一転して全勝優勝を成し遂げる。これは、1989年優勝の天龍源一郎＆スタン・ハンセン組、2005年優勝のババ・レイ＆ディーボン（チーム3D）に次ぐ3組目の快挙となる。しかし、その余勢を駆って翌2017年1月3日、ザ・ビッグガンズが保持する世界タッグ王座に挑むも敗北。
2018年の世界最強タッグ決定リーグ戦に、GET WILDで2年ぶりに参加。しかし5勝5敗、得点10に終わった。

### 再び活動休止 - 現在
2020年4月1日をもってWRESTLE-1が活動停止となり、征矢は2020年4月19日、プロレスリング・ノアのTVマッチにて拳王率いる軍団「金剛」の新メンバーとして加入。風貌やコスチューム、キャラクターなどを改め、脱「ワイルド」を宣言した。この事により、GET WILDは再び活動を休止している。
2022年8月20日、大森が世界タッグ王者組の芦野祥太郎、本田竜輝に挑戦表明し、パートナーに征矢を指名。征矢は最初は難色を示したものの受け入れ、9月18日の日本武道館大会での世界タッグ戦が決定し、GET WILDが復活。入場時征矢が、かつてのGET WILD時代を彷彿とさせる長髪のカツラとヘアバンドを着けて入場、試合は大森が本田にフォールを奪われ敗れ、王座奪取はならなかった。
2023年6月24日に行われた、プロレスリング・ノア徳島市立体育館大会にて、拳王が金剛の解散を宣言。征矢はシングルプレイヤーとなったが、GET WILD再結成については否定している。
2025年2月25日、征矢のYouTubeチャンネル「そやそやテレビくん」にて、大森が同月にオープンしたトレーニングジムを征矢が訪れた映像を配信。征矢は顔にヒゲを書き、長髪のカツラをかぶったワイルドスタイルで来訪し、約2年半ぶりに公の場で揃い踏みした。

## ワイルドな行動例
- 大森は征矢を「アニキ」と呼び（大森は征矢より15歳年上である）、征矢は大森を「ダンナ」と呼ぶ。
- 結成わずか1ヶ月でさしたる結果が出ていないにもかかわらず、2011年のプロレス大賞最優秀タッグ賞が取れると思い、一晩中電話の前で報告を待つ[28]。
- 征矢が先輩である大森に対して「Youやっちゃいなよ!」とタメ口で全日本再入団を勧める[28]。
- TEAM ビチッと! との世界タッグ王座次期挑戦者チーム決定戦に際し、征矢は「大森隆男のGET WILD追放を賭ける」と発言。大森に咎められると今度は「大森隆男の全日本退団を賭ける」と発言して大森の怒りに油を注ぎ、結局大森は征矢に「勝手にやれ」と吐き捨てて会見を放棄して退席。その後すぐに征矢も大森を追うため会見場を後にし、記者とTEAM ビチッと! を失笑させてしまう。その後征矢が大森を連れ戻したが、その際征矢は「何やってんですか大森さん、会見中ですよ！」と、自分の失言を棚に上げて大森を叱責した [29]。
- 秘密特訓として記者の前で二人三脚[30] や二人羽織[31] をし、これをYouTubeで公開する。
- 初防衛戦で世界タッグを落とした時、真田・ジョー組にリマッチを迫り、受諾させる[32]。その割に、世界タッグを再奪取した時に、真田・ジョー組の再戦要求は断り[33]、渋々受けた再戦で、もし負けたらリマッチを受けて欲しいと大森が懇願し、征矢が怒る。
- 関本大介・岡林裕二組を挑戦者に指名したにもかかわらず、会見では関本・岡林組が挑戦表明したと言い張る[34]。
- 大和ヒロシがいつのまにかGET WILDのチームの一員にされている（本人未承認）。
- 2012年の最強タッグリーグを前に世界タッグ王座を返上[35]。1989年の天龍源一郎＆スタン・ハンセン組と1994年の三沢光晴＆小橋建太組に続いて3組目となる、「ベルト返上からのリーグ戦優勝・世界タッグ再戴冠」を宣言し、実際に優勝・再戴冠を果たす。
- 大森が船木誠勝との三冠戦に敗北後、征矢が次の三冠戦に挑むことを宣言。船木が「負けたらGET WILDを解散してもらう」と言うと、征矢は「大森さんとはまだちゃんとは話はしてない」のに独断で受諾した[36]。
- その後の三冠戦で征矢が敗れるが、船木はGET WILDが依然世界タッグ王座保持者であることを理由に、解散要求を撤回。船木・河野真幸組との世界タッグ戦で、GET WILDが敗れたら解散との要求を出し、受諾[37]。GET WILDは試合に勝利し、解散要求を正式に撤回させた。
- 2016年の世界最強タッグ決定リーグ戦では、Bブロックを全勝で勝ち抜いていたにもかかわらず、ケンドー・カシンの怪行動から征矢は大森への疑心暗鬼を払拭できず、もし優勝できなかったら「大森さんをGET WILDから追放する」と一方的に発表[38]。結果的に優勝し、大森の追放は免れた。
- 2018年の世界最強タッグ決定リーグ戦に参戦前、征矢は阿蘇山で山ごもり特訓を敢行し、怪魚に左肩を噛まれた[39]。

## メンバー
- 大森隆男
- 征矢学

共闘メンバー
- 秋山準
- 菊地毅
- 大和ヒロシ…強制加入、本人未承認
- レイザーラモンRG
- 神奈月

## 獲得王座
全日本プロレス
- 世界タッグ王座：第61代、第63代、第64代、第67代、第68代

第61代、第63代、第64代は大森&征矢。第67代、第68代は大森&秋山（ワイルドバーニングとして）。
- F-1タッグ選手権：第3代（征矢学&レイザーラモンRG）、第4代（大森隆男&神奈月）
- 世界最強タッグ決定リーグ戦：優勝（2012年、2016年）

大日本プロレス
- BJW認定世界ストロングヘビー級王座：第2代

第2代は征矢
プロレス大賞
- 最優秀タッグチーム賞（2012年）